# Табак, Николай Сергеевич
Николай Сергеевич Табак (род. 15 апреля 1956) — советский и украинский бегун-марафонец. Выступал за сборные СССР и Украины по лёгкой атлетике в 1980-х и 1990-х годах, обладатель серебряной медали Игр доброй воли в Сиэтле, многократный призёр стартов республиканского и всесоюзного значения, победитель ряда крупных международных забегов.

## Биография
Николай Табак родился 15 апреля 1956 года. Занимался лёгкой атлетикой в Виннице, представлял Украинскую ССР, добровольное спортивное общество «Колос» и Профсоюзы.
Впервые заявил о себе на марафонской дистанции в сезоне 1986 года, когда с результатом 2:18:26 занял 14-е место на марафоне в Вильнюсе. Позднее также показал 13-й результат в марафоне на Играх доброй воли в Москве.
В 1987 году был девятым на марафоне в Ужгороде, четвёртым на чемпионате СССР по марафону в Могилёве, вторым на Кубке СССР по марафону в Белой Церкви.
В 1988 году финишировал шестым на Марафоне Беппу — Оита. На Кубке Европы по марафону в Юи с личным рекордом 2:12:33 стал четвёртым в личном зачёте и тем самым помог соотечественникам выиграть мужской командный зачёт. На чемпионате СССР по марафону в Таллине завоевал серебряную награду, уступив на финише только кемеровчанину Якову Толстикову. Помимо этого, выиграл бронзовую медаль на чемпионате СССР по бегу на 15 км по шоссе в Курске, пришёл к финишу четвёртым на Нью-Йоркском марафоне.
В 1989 году финишировал четвёртым на Марафоне Беппу — Оита, показал 14-й результат на Кубке мира в Милане и четвёртый результат на Берлинском марафоне.
В 1990 году закрыл двадцатку сильнейших Лондонского марафона, выиграл серебряную медаль на Играх доброй воли в Сиэтле, сошёл с дистанции во время прохождения Нью-Йоркского марафона.
В 1991 году занял 51-е место на Кубке мира по марафону в Лондоне, был девятым на Энсхедском марафоне, третьим на Амстердамском марафоне.
В 1992 году финишировал девятым на Хьюстонском марафоне, третьим на Венском марафоне, вторым в Энсхеде и 11-м в Берлине.
В 1993 году показал 25-й результат на марафоне в Токио, третий результат на марафоне в Вене, одержал победу на Лозаннском марафоне, был 22-м в Берлине, представлял Украину на Кубке мира по марафону в Сан-Себастьяне, где занял в личном зачёте 26-е место.
В 1994 году финишировал двадцатым на Венском марафоне, третьим на Канском марафоне, четвёртым и седьмым на марафонах в Лозанне и Пюто соответственно. По окончании сезона завершил спортивную карьеру